# Inopeplus patkoicus
Inopeplus patkoicus es una especie de coleóptero de la familia Salpingidae.

## Distribución geográfica
Habita en Arunachal Pradesh (India).